# José de Torres Ortega
José de Torres Ortega (Valdepeñas de Jaén, 13 de marzo de 1833-Alcaudete, 12 de enero de 1902) fue un político español, natural de Valdepeñas de Jaén. Fue presidente de la Diputación Provincial de Jaén, alcalde de Alcaudete y nombrado Caballero de la Orden de Carlos III.

## Biografía
Nacido en Valdepeñas de Jaén el 13 de marzo de 1833. Hijo de José de Torres y Torres, natural de San Andrés y de María Josefa de Ortega Serrano, natural de Valdepeñas. Su familia materna, acomodada y de propietarios, estuvo vinculada a la administración del mayorazgo de los Arceo-Gamboa en Valdepeñas, cuyo titular era José Fernando Gamboa y Vigil de Quiñones. Quedó huérfano en su juventud, ya que sus padres fallecieron en las reiteradas epidemias de Cólera morbo que asolaron Valdepeñas de Jaén en la década de los 30, 40 y 50 del siglo xix —su madre falleció en 1834 y su padre en 1855—. La ausencia dolorosa de sus padres marcó enormemente su personalidad y trayectoria posterior, y lo convirtió en un devoto ferviente del Cristo de Chircales, devoción histórica de Valdepeñas sobre la que se asoció la remisión de la epidemia de cólera morbo, y en torno a la que se creó la primitiva Cofradía de Valdepeñas (1834). Su padre ingresó en ella en 1855, junto a su segunda esposa, Paula Moreno. Plaza que heredó Torres Ortega hasta su muerte en 1902.
Comenzó estudios secundarios en el Instituto Provincial de Segunda Enseñanza de Jaén en 1843, continuando los estudios universitarios en la Universidad de Granada donde se licenció en derecho en 1855. Joven licenciado se instaló en Alcaudete junto a algunos familiares de su padre que allí vivían. Allí casó con Gloria Torres del Castillo, hermana de la madre del primer presidente de la II República, Niceto Alcalá-Zamora, Francisca Torres del Castillo. En Alcaudete llegó a ser alcalde de su ayuntamiento, y diputado provincial por la circunscripción de Alcalá la Real-Huelma. Desde 1877 a 1880 perteneció a la Junta de Reformas Provinciales, instrumento político de la restauración borbónica en Jaén. Ocupó la presidencia de la Diputación Provincial de Jaén desde 1896 a 1898. Durante su mandato se abrió el gabinete antirrábico del Hospital Provincial. Gozó del título de hijo adoptivo de Alcaudete. Perteneció con grado de caballero a la Real y distinguida Orden de Carlos III, a la que ingresó a solicitud del Ministro de Estado, y que firmó la reina Isabel II de España mediante decreto de 6 de diciembre de 1864.
Falleció en Alcaudete el 12 de enero de 1902, siendo sepultado en el panteón modernista que él mismo mandó construir en el cementerio municipal, que todavía hoy se conserva, propiedad del Ayuntamiento de Alcaudete.
El 20 de mayo de 1917 recibió el homenaje público de su ciudad adoptiva, con la colocación de una placa conmemorativa y la dedicación con su nombre de la calle en la que vivió y murió. Homenaje que fue recogido en la revista Don Lope de Sosa, obra de Alfredo Cazabán Laguna, con un artículo laudatorio.